# José Ignacio Gálvez
José Ignacio Gálvez Ponce (2001) es un deportista español que compite en duatlón. Ganó una medalla de oro en el Campeonato Europeo de Duatlón Campo a Través de 2024.

## Palmarés internacional
| Campeonato Europeo | Campeonato Europeo | Campeonato Europeo | Campeonato Europeo |
| Año                | Lugar              | Medalla            | Prueba             |
| ------------------ | ------------------ | ------------------ | ------------------ |
| 2024               | Coímbra (Portugal) | Medalla de oro     | Individual         |